# Giovanni Garzia Millini
Giovanni Garzia Millini (Florença, 1562 - Roma, 2 de outubro de 1629) foi um cardeal do século XVII

## Biografia
Nasceu em Florença em 1562. De uma nobre família romana. Filho de Mario Millini e Ortensia Jacovacci; seu pai residia em Florença como um exilado de Roma. Seu primeiro nome também está listado como Giangarzia; e seu sobrenome como Garzia Millini; e como Garsia Mellini. Sobrinho do cardeal Giambattista Castagna (1583), futuro Papa Urbano VII, por parte de mãe. Outros cardeais da família foram Giovanni Battista Mellini (1476); Savo Millini (1681); e Mario Millini (1747).
Educado por seu tio, o cardeal. Estudou direito..
Nomeado advogado consistorial no pontificado do Papa Sisto V (1585-1590). Auditor da Sagrada Rota Romana, 1º de fevereiro de 1591. No pontificado do Papa Clemente VIII (1592-1605), acompanhou o cardeal Enrico Caetani, legado na Polônia; e mais tarde, acompanhou o cardeal Pietro Aldobrandini à França para negociar o casamento do rei Henrique IV com Caterina de' Medici..
Eleito arcebispo titular de Colossos, 1º de junho de 1605. Consagrado, 12 de junho de 1605, Capela Sistina, Roma, por Ludovico de Torres, arcebispo de Monreale, auxiliado por Valeriano Muti, bispo de Città di Castello, e por Gaspare Paluzzi degli Albertoni, bispo de Sant'Angelo dei Lombardi e Bisaccia. Núncio na Espanha, de 20 de junho de 1605 a 22 de maio de 1607..
Criado cardeal presbítero no consistório de 11 de setembro de 1606. Transferido para a sé de Imola em 7 de fevereiro de 1607. Recebeu o barrete vermelho e o título de Ss. Quattro Corontati, 7 de janeiro de 1608. Legado a latere para tentar reconciliar o imperador austríaco e seu irmão arquiduque Mathias, 5 de maio de 1608. Vigário geral de Roma, 1610-1629. Renunciou ao governo da diocese de Imola antes de 27 de junho de 1611. Secretário do Supremo SC da Inquisição Romana e Universal, 1616-1629. Participou do conclave de 1621, que elegeu o Papa Gregório XV. Participou do conclave de 1623, que elegeu o Papa Urbano VIII. Camerlengo do Sacro Colégio dos Cardeais, sucedendo ao Cardeal Maffeo Barberini, eleito Papa Urbano VIII, em 6 de agosto de 1623; reeleito, 15 de janeiro de 1624, ocupou o cargo até 13 de janeiro de 1625. Prefeito da SC do Índice de 1623 a 1626. Optou pelo título de S. Lorenzo em Lucina, 14 de abril de 1627. Arcipreste da patriarcal basílica liberiana . Cardeal protopreta . Prefeito da SC da Imunidade Eclesiástica de 1º de agosto de 1629 até 1º de outubro de 1629. Optou pela ordem dos bispos e pela sé suburbicária de Frascati, em 20 de agosto de 1629..
Morreu em Roma em 2 de outubro de 1629, perto das 6h. Sepultado na igreja de S. Maria del Popolo.